# Mıxlıqovaq
Mıxlıqovaq è un comune dell'Azerbaigian situato nel distretto di Qəbələ. Conta una popolazione di 3 788 abitanti.